# Nizar Hamid Koko
Nizar Hamid Koko (ur. 3 października 1988) – piłkarz sudański grający na pozycji pomocnika. Od 2012 roku jest zawodnikiem klubu Al-Hilal.

## Kariera klubowa
Karierę Nizar rozpoczął w Al-Amal Atbara. W 2012 roku odszedł z niej do Al-Hilal z Omdurmanu.

## Kariera reprezentacyjna
W reprezentacji Sudanu Nizar zadebiutował w 2010 roku. W 2012 roku został powołany do kadry na Puchar Narodów Afryki 2012.